# Zapalenie pochwy

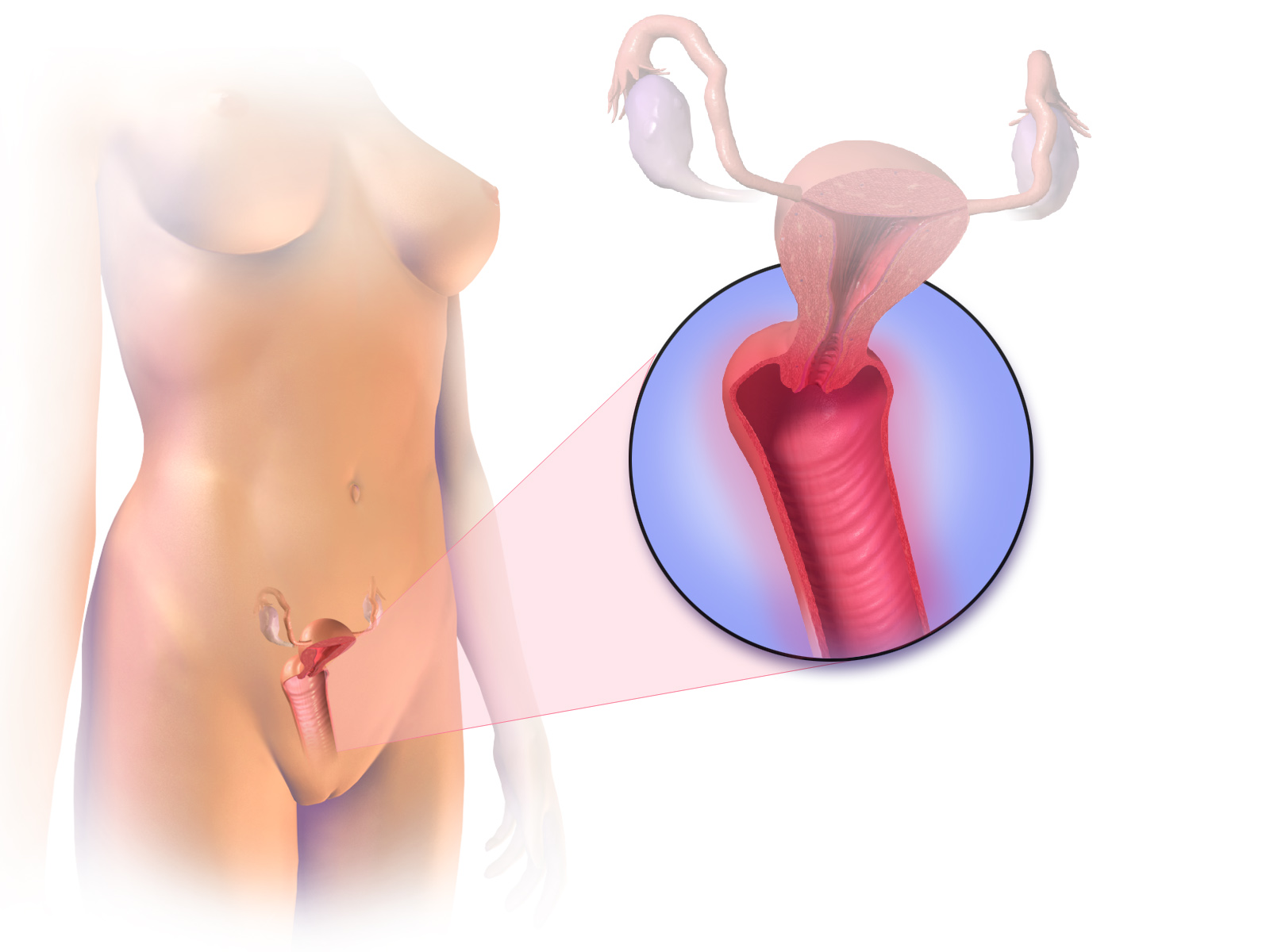
Pochwa, wraz z macicą, jajowodami i jajnikami.

Zapalenie pochwy – jedna z najczęściej występujących infekcji u kobiet. Kwalifikuje się do zapalenia dolnego odcinka narządów płciowych.

## Objawy
Do objawów zapalenia pochwy należą:
- upławy – wynikają z zapalenia błony śluzowej; mogą także dotyczyć zapalenia macicy, występować w przypadku wodniaka jajowodu, jak i przy zmianach nowotworowych,
- pieczenie pochwy,
- świąd[1].

## Etiologia
Do przyczyn zapalenia pochwy należą: grzybica, rzęsistkowica oraz nietypowe zakażenia bakteryjne.